# Хризостом (Димитриу)
Митрополи́т Хризосто́м Димитри́у (греч. Μητροπολίτης Χρυσόστομος Δημητρίου; 25 марта 1890, Пирей, Греческое королевство — 22 октября 1958, Закинф, Греция) — епископ Элладской православной церкви, митрополит Трифилийский и Олимпийский.
За спасение еврейской общины Закинфа признан израильским Яд ва-Шемом Праведником народов мира.

## Биография
Родился 25 марта 1890 года в Пирее. Окончил богословский факультет Афинского университета. В 1921 году митрополитом Афинским Факолитом был рукоположен в священника и был назначен настоятелем греческого прихода в Мюнхене. Одновременно обучался в Мюнхенском университете.
В 1924 году в Мюнхене, согласно издателю Дионисию Вицасу, познакомился с Гитлером. Вицас не уточняет, состоялось ли это знакомство до или после ареста Гитлера, но сам факт знакомства подтверждается последующими событиями и текстом обращения епископа к Гитлеру в 1943 году.
В 1926 году окончил институт со степенью доктора философии и тогда же вернулся в Грецию, где становится главным секретарём Священного Синода Элладской православной церкви. Прослужил на этой должности 2 года, после чего приходским священником в Церкви святого Николая в Пирее.
15 июня 1934 году в Церкви святого Константина в афинском районе Омония был рукоположён во епископа Закинфского с возведением в сан митрополита.
13 мая 1935 года вместе с митрополитом Димитриадским Германом (Мавроматисом) и бывшим митрополитом Флоринским Хризостомом (Кавуридисом) покинул юрисдикцию Элладской церкви и примкнул к старостильной церкви. На состоявшемся 14 июня 1935 года заседании Синода и последовавшего за этим церковного суда, все три митрополита были осуждены и сосланы в отдалённые монастыри (митрополиту Хризостому был определён монастырь Ромву в Акарнании). Побоявшись ссылки, митрополит Хризостом обратился с покаянным письмом к иерархии Элладской церкви и решением суда Священного Синода от 16 июля 1935 года был вновь принят в общение и восстановлен на Закинфской кафедре.
7 ноября 1957 года был переведён на Трифилийскую и Олимпийскую митрополию.
Скончался 22 октября 1958 года в Афинах.

## Спасение еврейской общины Закинфа

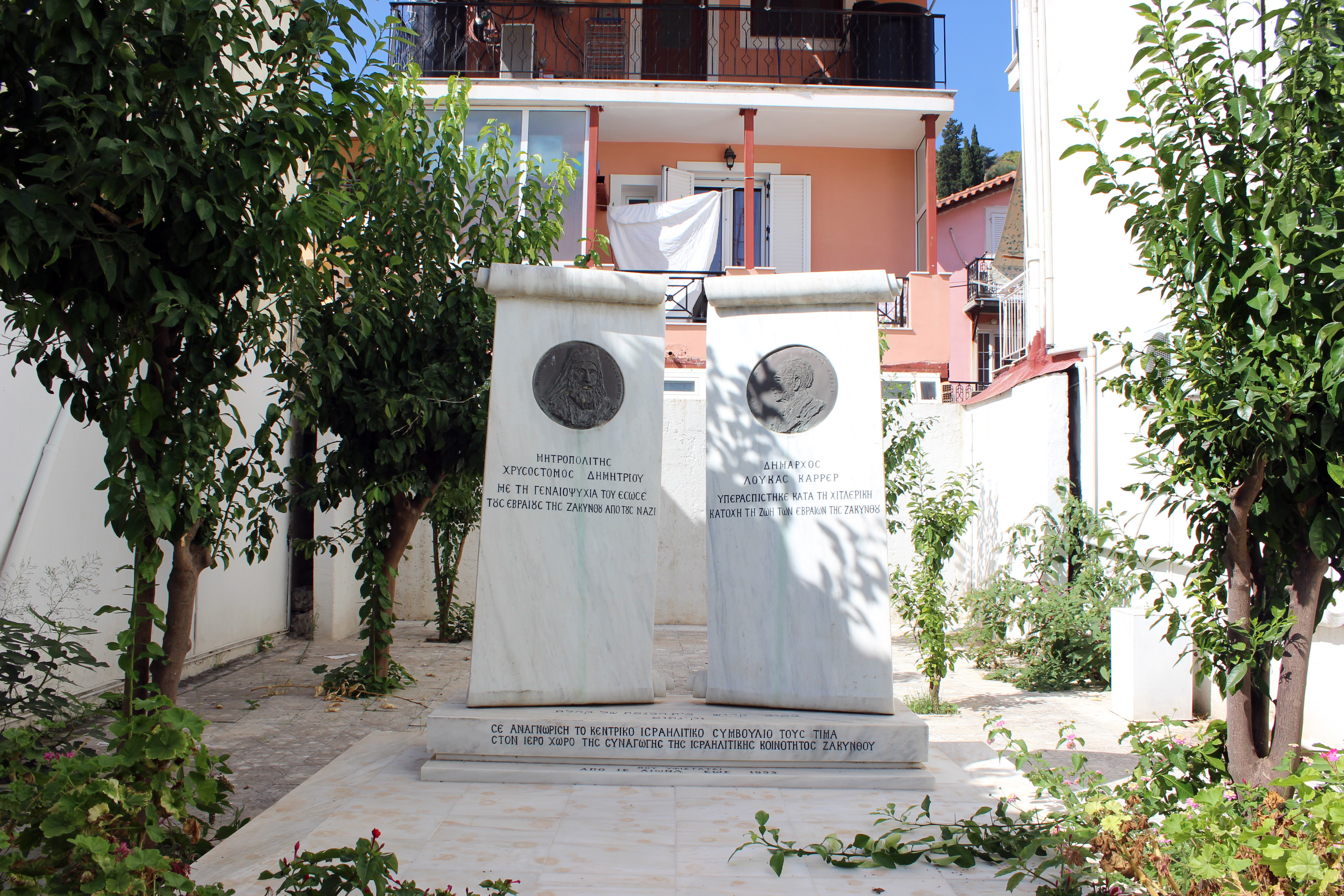
Памятник епископу Хризостому и мэру Лукасу Карреру, воздвигнутый Центральным еврейским советом Греции, на месте разрушенной землетрясением синагоги Закинфа.

В годы Второй мировой войны оккупированная силами Оси Греция была разделена на 3 зоны оккупации: немецкую, итальянскую и болгарскую.
Еврейское население немецкой и болгарской зоны, в своём большинстве, было депортировано в концлагеря Польши и Германии.
Депортации практически не затронули евреев, проживавших в итальянской зоне.
Ситуация резко ухудшилась для еврейского населения этой зоны с выходом Италии из войны в 1943 году и занятием зоны немецкими войсками. Хризостом был арестован итальянцами в феврале 1943 года и был выслан с острова. После военно-политических перемен и занятия острова немцами, Хризостом вернулся на Закинф. В тот же день его посетили немецкий военный комендант Альфред Лит и командир немецкого гарнизона острова Поль Беренс. Знание немецкого языка и культуры, немецкие знакомства митрополита Хризостома произвели впечатление на офицеров.
В конце 1943 года Беренс пригласил в свой офис мэра Закинфа Лукаса Каррера и, направив свой револьвер тому в грудь, потребовал предоставить список всех еврейских семей Закинфа. В тот период маленькая еврейская община острова насчитывала 275 человек. Каррер отказался, заявив, что не может выдать своих мирных сограждан. После угроз, мэр попросил у Беренса предоставить ему время.
Каррер срочно отправился к Хризостому. Митрополит смело ответил ему: «Ты не понесёшь никакого списка немцам. Я беру это дело на себя».
Митрополит Хризостом и мэр тайно инструктировали евреев записываться в группы добровольных работ, а затем их подменяли греки, которые, если подмена обнаруживалась, говорили, что они получили плату от евреев, чтобы продолжить работу. Тем временем самих евреев рассеивали по горным деревням острова.
Примечательно, что в поместье семьи Рапсоманикиса в Гайтани нашли убежище 40 евреев, выдаваемых семьёй за своих городских родственников, в то время как в одном из зданий поместья разместились немецкоговорящие австрийские солдаты. Робкое поведение еврейских детей при виде немцев иногда создавало подозрения, но до разоблачения дело не дошло. Более того, австрийцы повезли беременную еврейку рожать.
Между тем, Хризостом и Каррер наконец предоставили требуемый список. В списке были имена только двух человек — митрополита и мэра. Угрозы немецких офицеров чередовались объяснениями сложного положения, в котором оказались они сами. Хризостом заявлял, что он готов следовать вместе с евреями. Одновременно Хризостом предложил немцам альтернативу. Он решил использовать своё давнее знакомство с Гитлером и послал ему личное послание по рации через немецкое командование. Послание гласило: «Когда-то, на заре вашего политического движения, в 1924 году мы встретились в Мюнхене и обменялись мыслями о вашем национал-социалистическом движении». Епископ просил, «не арестовывать евреев Закинфа», от своего лица и лица мэра гарантируя, что «они безопасные и мирные люди».
В последующие дни епископ и мэр заботились о том, чтобы немецкий комендант не предпринял собственных шагов по созданию списка. Наконец, пришёл ответ: «Евреи Закинфа остаются на острове под личную ответственность митрополита и мэра». Немцы покинули Закинф летом 1944 года.
Ни один из членов еврейской общины острова не пострадал — случай исключительный, если сравнивать с другими общинами во всей Европе. В 1978 году, Яд ва-Шем признал митрополита Хризостома и мэра Лукаса Каррера «Праведниками мира». Текст признания гласил: «Честь и слава нации взрастившей таких сыновей».
В 1992 году на месте, где стояла синагога, рухнувшая при землетрясении 1955 года, Центральный еврейский совет Греции воздвиг мемориальные плиты, с барельефами Хризостома и Λукаса Каррера.
Благодарность своих еврейских сограждан епископ ощутил ещё при жизни. Весной 1948 года перед Хризостомом предстала группа евреев-стекольщиков острова, которая в знак благодарности за своё спасение вызвалась остеклить, вновь построенную, церковь Святого Дионисия. Евреи работали несколько месяцев, до августа, обременяя Хризостома лишь просьбами рассказать, в очередной раз, о их спасении.
4 мая 2016 года, на церемонии на еврейском кладбище Закинфа в честь Yom Hashoa, посол Израиля в Греции Ирит Бен-Аба, отметила храбрость жителей Закинфа, «которая стала легендарной в еврейском мире и Израиле», отдав одновременно честь митрополиту Хризостому и мэру Карреру.